# New Washoe City
New Washoe City é uma área não incorporada no condado de Washoe, estado do Nevada, nos Estados Unidos. Fica localizada na região de Washoe Valley no sul do condado de Washoe entre Reno e Carson City, no lado leste do lago Washoe. No censo de 2010, ficou englobada na região censitária de Washoe Valley. Segundo o censo realizado em 2010, tinha uma população de 3.019 habitantes.
New Washoe City foi fundada como uma comunidade planejada em 1961. Foram vendidos lotes de terreno por 1.500 dólares por mês.
New Washoe City deve o seu nome à outra comunidade mais antiga também chamada "Washoe City" que fica próxima que ficou a partir de então a ser conhecida como Old Washoe City, que fica no lado noroeste do Little Washoe Lake. New Washoe City é melhor conhecida por ficar muito próxima do lago Washoe, do Lago Little Washoe e do  adjacente Washoe Lake State Park. New Washoe City fica conectada ao corredor Reno-Carson City pela  US 395/I-580 e U.S. Route 395 Alternate pela Eastlake Boulevard (former State Route 428). Washoe City foi  fundada em agosto de 1861 foi a primeira sede do condado de Washoe. A sede do condado mudou-se para Reno em fevereiro de 1871.
O código zip de New Washoe City  é   89704 e está associado ao  Washoe Valley. A vila também está muito associada com Carson City, mesmo que fique dentro das fronteiras do condado de Washoe.

## Notable residents
- James Wesley, Rawles Best-selling novelist